# Mathcad

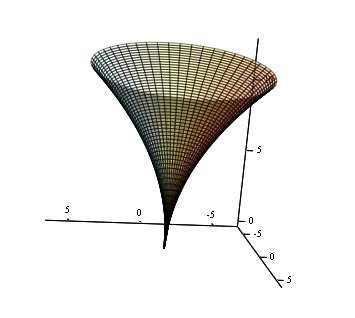
3D-plot in Mathcad

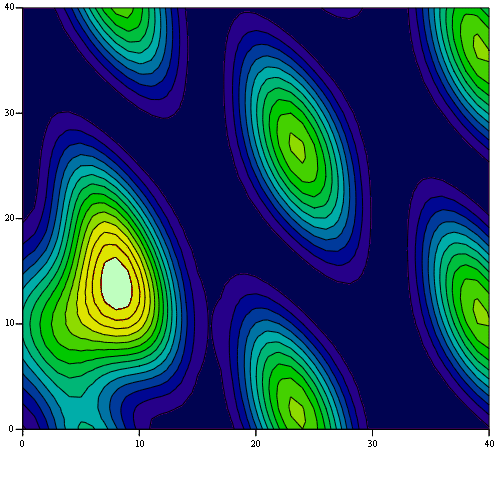
Surface-plot in Mathcad

Mathcad is een programma waarmee wiskundige bewerkingen kunnen worden uitgevoerd. 
Het is vergelijkbaar met programma’s als Mathematica of Maple. Mathcad werd ontwikkeld door Mathsoft.
De indeling van het beeldscherm komt overeen met die van een tekstverwerker. Mathcad werkt met een grafische interface met knoppen en werkbalken, waarachter basisfuncties schuilen zoals plotten of beheer van de datasets. Een aantal mogelijkheden zijn gebaseerd op de mogelijkheden van (Mathsoft Kernel Maple, MKM) en van het rekenprogramma Maple. Het programma maakt gebruik van een worksheet waarin tekst kan worden geplaatst. Er kunnen ook vergelijkingen en uitdrukkingen grafisch worden weergegeven.
Mathcad biedt onder andere de volgende mogelijkheden:
- Oplossen van differentiaalvergelijkingen op meerdere numerieke methoden
- Functies plotten in twee of drie dimensies
- Gebruik van het Griekse alfabet (hoofdletter en kleine letter), zowel voor tekst als vergelijkingen
- Werken met subprogramma’s
- Symbolische vergelijkingen
- Vector- en matrix bewerkingen
- De nulpunten van functies vinden en van polynomen de nulpunten in wortels uitschrijven
- Statistische functies en waarschijnlijkheidsverdelingen
- Eigenwaarden en eigenvectoren vinden
- Berekeningen met aan hoeveelheden gebonden eenheden

Hoewel Mathcad vooral gericht is naar gebruikers die thuis zijn in het programmeren, wordt het programma ook gebruikt in complexere projecten om de resultaten weer te geven van een wiskundige berekening.